# جايمي غونزاليس دوران
جايمي غونزاليس دوران (بالإسبانية: Jaime González Durán)‏ هو مهرب مخدرات مكسيكي، ولد في 8 أكتوبر 1971 في Aquismón ‏ في المكسيك.